# 박승일 (축구 선수)
박승리(朴氶理, 1989년 1월 8일 ~ )은 대한민국의 전 축구 선수이며 포지션은 미드필더였다. 현재 광양제철남초등학교 코치직을 수행하고 있다.

## 클럽 경력
2010 K리그를 앞두고 실시한 드래프트에서 울산 현대에 지명되었다. 2010 시즌 1군 진입에 실패하여 공식 경기에 한 경기도 출전하지 못하였으나 2011 시즌 4월 23일 포항 스틸러스와의 경기에 후반 42분 교체 투입되어 짧은 데뷔전을 치렀다. 7월부터 출전 시간을 늘려나가기 시작해 7월 10일 전북 현대 모터스와의 경기에서는 처음으로 풀 타임을 소화하였다. 9월 17일 상주 상무 피닉스와의 경기에서 첫 골을 기록하였다.
그 이후, 전남과 제주에서 임대 생활을 거치다가 2014시즌을 앞두고 군 복무를 위해 상주 상무에 입대하였다. 2015년 10월 12일에 상주 상무에서의 군 복무를 마치고 원 소속팀인 울산으로 복귀하였다.
2016년 1월, FC 안양으로 이적하였다.
그 후, 전남 산하 유스팀인 광양제철남초등학교 코치직을 수행하고 있다.